# Hôpital européen Georges-Pompidou
L'hôpital européen Georges-Pompidou (HEGP) est un hôpital de l'Assistance publique - hôpitaux de Paris (AP-HP). Il est situé entre les rues Leblanc et du Professeur-Florian-Delbarre dans le 15e arrondissement de Paris, au bord de la Seine non loin du pont du Garigliano, à proximité du parc André-Citroën et des locaux de France Télévisions.

## Historique
Dernier-né des grands hôpitaux parisiens, l'hôpital, qui ouvre en 2000, reçoit le nom de l'ancien président de la République Georges Pompidou. Il est réalisé dans les années 1990 sur les plans de l'architecte Aymeric Zublena et regroupe les services des anciens hôpitaux Boucicaut (15e arrondissement), Broussais (14e arrondissement), Laennec (7e arrondissement) et le service d’orthopédie-traumatologie de Rothschild.
Le Pôle du cœur, le Pôle Cancérologie et le Pôle Urgences Réseau constituent les trois pôles cliniques de l'HEGP. Il est l'un des hôpitaux les plus performants d'Europe, qui s'illustre entre autres grâce à ses services de chirurgie cardiaque et de cardiologie, le Pôle du cœur : le 18 décembre 2013, un cœur artificiel Carmat y est implanté sur un malade pour la première fois au monde par l'équipe du professeur Christian Latrémouille.

### Épidémie de légionellose en 2000
Le 1er septembre 2009, l'AP-HP est mise en examen à la suite d'une l'épidémie de légionellose ayant eu lieu dans cet hôpital en 2000 et 2001. Cette pathologie avait infectée une dizaine de patients, dont cinq en sont morts.

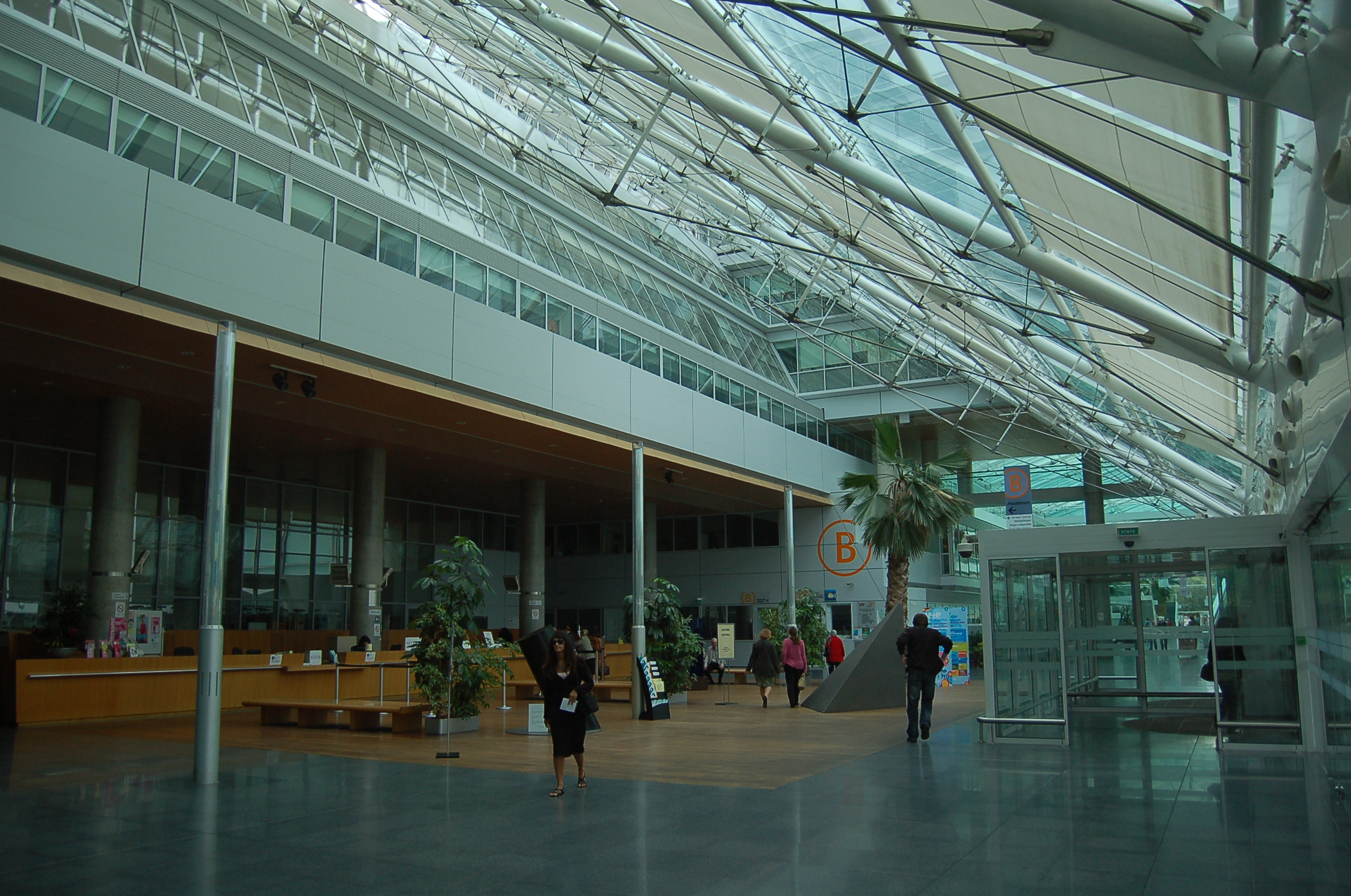
Hall principal.
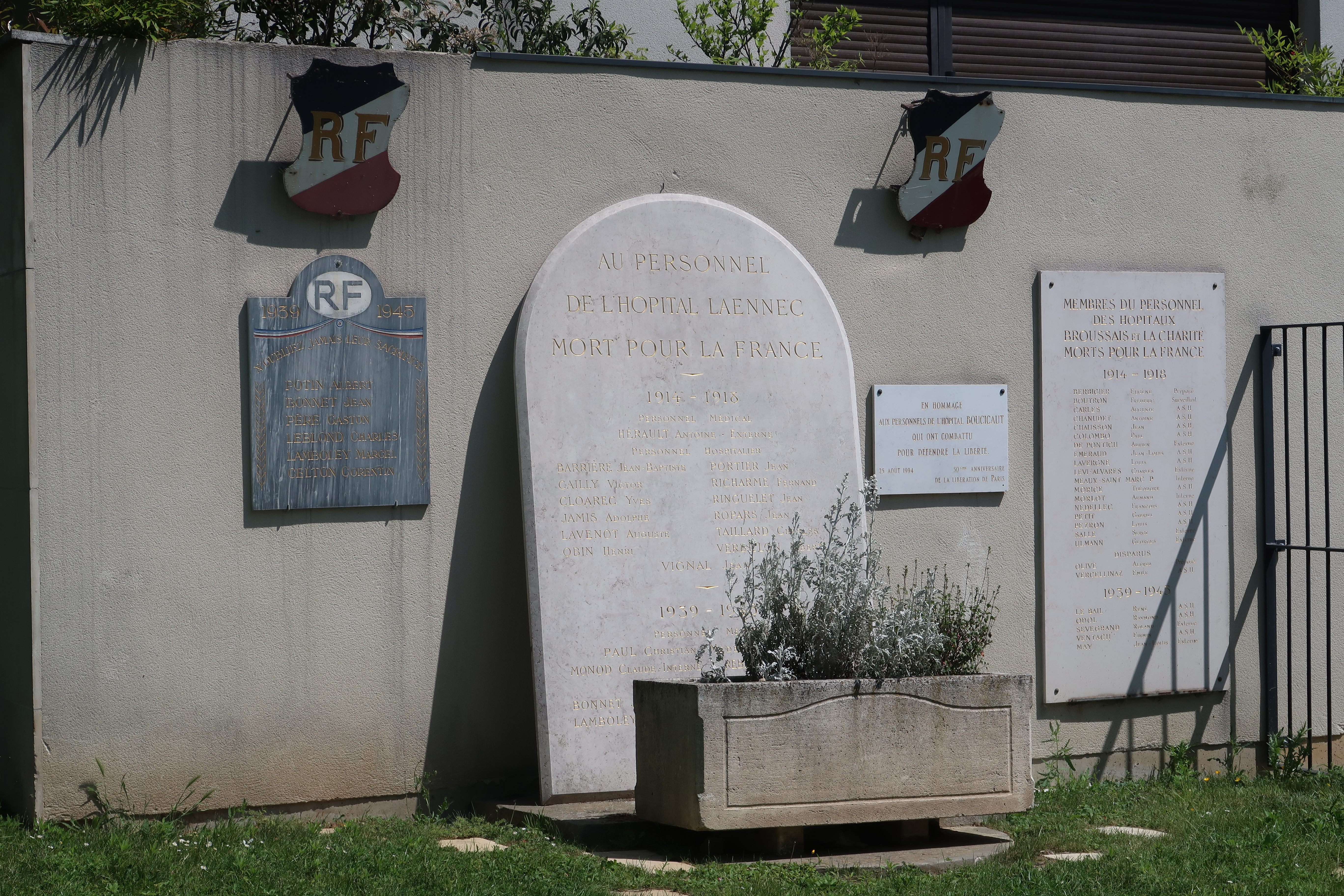
Monument aux morts.

## Accès
L'hôpital est accessible par la ligne 8 du métro de Paris à la station Balard et par la ligne C du RER et la ligne 3a du tramway d'Île-de-France à la gare du Pont du Garigliano - Hôpital européen Georges-Pompidou.